# Ulna

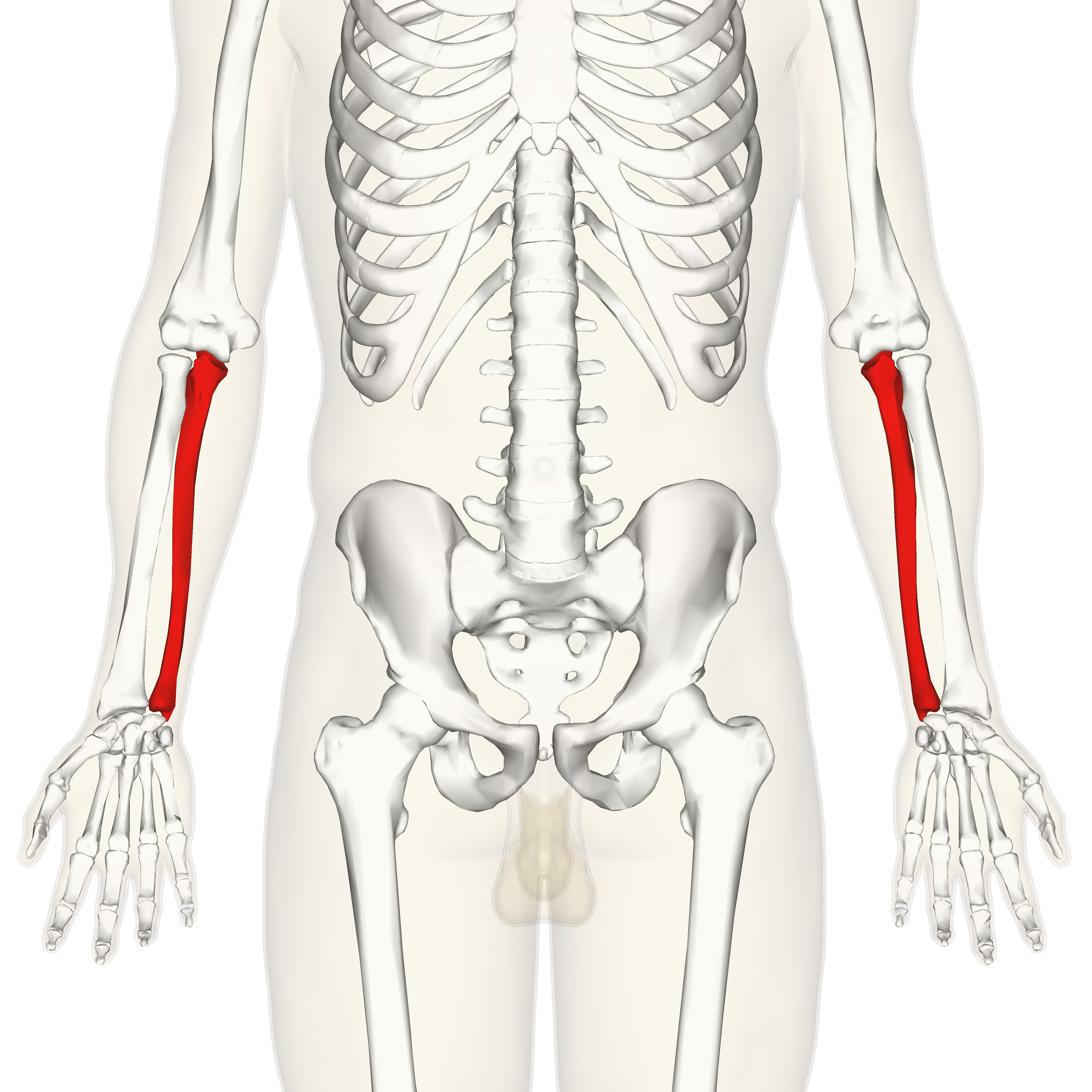
Lage der Ulna (rot)

Die Ulna (lat.-anat. für Elle) ist neben dem Radius (Speiche) einer der beiden Knochen des Unterarmes. Die Elle ist kleinfingerseitig gelegen, weniger kräftig als die Speiche und ein typischer Röhrenknochen.
Das Adjektiv ulnar bedeutet „zur Elle gehörig“ oder als Richtungsangabe „zur Elle hin“.

## Körpernahes (proximales) Ende

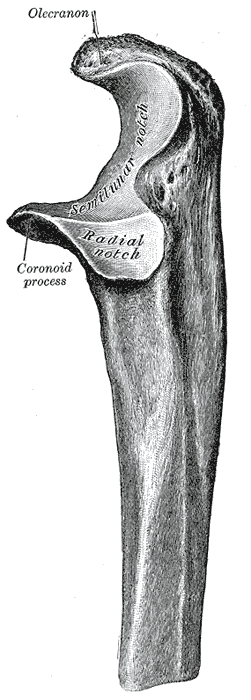
Oberes Ende der Elle mit Knochensporn

Das zu der Körpermitte gelegene (proximale) Ende der Elle (Olecranon von altgriechisch ὠλένη = Ulna κράνος = Helm) ist deutlich verdickt und läuft in einen breiten, schnabelartig ausgezogenen Knochensporn aus, der als Ellenbogenhöcker (Tuber olecrani) bezeichnet wird. Seine hintere (posteriore) Fläche ist etwa dreieckig, glatt und wird von einem Schleimbeutel (Bursa subcutanea olecrani) bedeckt, da sie unmittelbar unter der Haut liegt. Am Vorderrand des Knochenspornes sieht man eine quer verlaufende Vertiefung, die den hinteren Faserzügen der Gelenkkapsel des Ellenbogengelenkes als Ansatz dient. Die obere (superiore) Fläche des Knochenspornes ist etwa rautenförmig und dort aufgeraut, wo die Sehne des kräftigen dreiköpfigen Oberarmmuskels (Musculus triceps brachii) in den Knochen einstrahlt. Der an dem Knochensporn hakenförmig nach vorne ragende Ellenbogenfortsatz (Processus ancon[a]eus) greift bei Streckung des Ellbogengelenkes (Articulatio cubiti) in die Knochensporngrube (Fossa olecrani) des Oberarmknochens (Humerus). Am zur Mitte gerichteten (medialen) Rand des Knochenspornes entspringt der Ellenkopf (Caput ulnare) des ellenseitigen Handbeugers (Musculus flexor carpi ulnaris). Am seitlichen (lateralen) Rand setzt der Ellenbogenmuskel (Musculus anconaeus) an. Die vordere (anteriore) Fläche des Knochenspornes ist glatt, nach innen gewölbt und von der Gelenkknorpel überzogen. Sie bildet den oberen Teil der Gelenkfläche, einer Einkerbung für die Gelenkrolle (Incisura trochlearis), die an der Bildung des Ellbogengelenkes beteiligt ist. An der Basis des Knochenspornes umgreifen beidseits ein seitlicher und zur Mitte gerichteter Kronfortsatz (Processus coronoideus lateralis und medialis) den Speichenkopf.
Bei großen Hunderassen kann es bei der Ellbogendysplasie zu Knochenbrüchen (Frakturen) des Ellenbogenfortsatzes oder des zur Mitte gerichteten Kronfortsatzes kommen.

## Körper
Der mittlere Abschnitt der Elle wird als Ellenkörper oder Ellenschaft (Corpus ulnae) bezeichnet.
Die Elle bildet am Unterarm zusammen mit der Speiche eine funktionelle Einheit. Dies macht sich unter anderem anatomisch darin bemerkbar, dass beide Knochen auf verschiedene Weise miteinander gekoppelt sind. Zum einen besitzen sie an ihrem zur Körpermitte gerichteten und von der Körpermitte entfernten (distalen) Ende jeweils eine gelenkige Verbindung zueinander und zum anderen spannt sich nahezu der ganzen Länge nach eine recht stabile Bandhaft zwischen beiden auf (Membrana interossea antebrachii). Durch diesen relativ straffen Zug entsteht an der Elle an der zur Speiche hin gerichteten Seite ein Rand (Margo interosseus). Dieser stellt die einzige scharfe Kante dar, ist daher durch die Haut gut tastbar und liegt der gleichnamigen Kante der Speiche gegenüber.
Auch auf der Vorder- und Rückseite der Elle kann man jeweils einen Rand abgrenzen (Margo anterior und posterior).
Trotz seines nahezu zylinderförmigen Körpers kann man am aufgrund der eben beschriebenen Ränder an der Elle verschiedene Flächen abgrenzen. Die vordere Fläche (Facies anterior) ist die zwischen dem vorderen Rand und dem zwischen beiden Unterarmknochen liegenden Rand befindliche Knochenfläche. Zwischen vorderem und hinterem Rand befindet sich ebenfalls eine Fläche, die als zur Mitte gerichtete Fläche (Facies medialis) bezeichnet wird. Als hintere Fläche (Facies posterior) bezeichnet man die Fläche, die von dem hinteren Rand und Rand zwischen den beiden Knochen aufgespannt wird. Diese dient der Bandhaft zwischen den beiden Knochen als Ursprungsfläche.

## Körperfernes (distales) Ende
Das leicht verbreiterte untere Ende der Elle wird als Ellenkopf (Caput ulnae) bezeichnet und endet mit dem Griffelfortsatz (Processus styloideus ulnae). Dieser steht an der Kleinfingerseite oberhalb des Handgelenkes mehr oder weniger deutlich hervor. Der vorne-seitlich liegende Gelenkflächenumkreis (Circumferentia articularis) steht mit der Einkerbung (Incisura ulnaris) für den Ellenkopf an der Speiche und dem an der Innenseite überknorpelten Speichenringband (Ligamentum anulare radii) in Verbindung.

## Benachbarte Gelenke
An der gelenkigen Verbindung der Unterarmknochen mit den Handwurzelknochen (Ossa carpi) hat die Elle keine direkte Beteiligung. Sie muss die aufgrund des weiter von der Körpermitte entfernt liegenden Gelenkendes entstehende Distanz mit einer Gelenkscheibe (Discus articularis) überbrücken.
Elle und Speiche besitzen zwei gelenkige Verbindungen miteinander. Zum einen das zur Körpermitte hin gelegene Speichen-Ellen-Gelenk (Articulatio radioulnaris proximalis), das manchmal zum Ellbogengelenk (Articulatio cubiti) gezählt wird, und zum anderen das distale Speichen-Ellen-Gelenk (Articulatio radioulnaris distalis). Diese  ermöglichen eine Umwendebewegung des nach vorne abgewinkelten Unterarms nach innen und nach außen der Speiche um die Elle (Pronation und Supination). Dank Biegungen beider Knochen reichen die Verdrillungen einwärts plus auswärts in Summe etwa 180° weit. Isoliert beobachtbar ist diese Bewegung am nach vorne abgewinkelten Oberarm, wenn mit der Speiche die Daumenseite der Hand von innen über oben nach außen dreht.
Bei Tieren, die vorwiegend Laufbewegungen ausführen (z. B. Pferd, Wiederkäuer), ist die Elle knöchern mit der Speiche verwachsen (Synostose); damit sind die beiden Knochen gegeneinander unbeweglich.